# Morire d'estasi
Morire d'estasi (titolo originale Death in Ecstasy) è un romanzo poliziesco scritto da Ngaio Marsh. La versione originale è stata pubblicata nel 1936. 
In Italia è uscito nella collana Il Giallo Mondadori nel 1975 con il n. 1397 e nel 1998 nella collana I Classici del Giallo Mondadori, con il n. 832.

## Trama
Una donna, Clara Quayne, muore durante la sua iniziazione in una setta religiosa. Inizialmente la donna sembra essere stata vittima di un potente veleno. Il giornalista Nigel e gli ispettori Fox e Alleyn indagano nel complicato mondo delle sette religiose.

## Personaggi
- Nigel Bathgate: giornalista
- Ispettore capo Alleyn e ispettore Fox: agenti di polizia
- Jasper Garnette, Samuel Ogden, Raoul De Ravigne, Cara Quayne, Jane Jenkins, Maurice Pringle, Ernestine Wade, Dagmar Candour: i sette iniziati
- Claude Wheatley: un accolito
- Lionel Smith: un accolito
- Edith Laura Hebborn: governante di Cara Quayne
- Wilson: cameriera di Clara
- Elsie: cameriera del signor Ogden

## Edizioni
- Ngaio Marsh, Morire d'estasi, traduzione di Lydia Lax, Il Giallo Mondadori n. 1397, 1975,  p. 268.